# Vallesa de la Guareña (kommunhuvudort)
Vallesa de la Guareña är en kommunhuvudort i Spanien.   Den ligger i provinsen Provincia de Zamora och regionen Kastilien och Leon, i den centrala delen av landet, 160 km nordväst om huvudstaden Madrid. Vallesa de la Guareña ligger 771 meter över havet och antalet invånare är 161.
Terrängen runt Vallesa de la Guareña är huvudsakligen platt. Vallesa de la Guareña ligger nere i en dal. Runt Vallesa de la Guareña är det glesbefolkat, med 11 invånare per kvadratkilometer. Närmaste större samhälle är Fuentesaúco, 17,8 km nordväst om Vallesa de la Guareña. Trakten runt Vallesa de la Guareña består till största delen av jordbruksmark.